# 호모 모빌리쿠스
《호모 모빌리쿠스》(Homo Mobilicus)는 삼성경제연구소의 김성도가 지은 책이다. 그는 이 책에서 호모 모빌리쿠스의 의미를 '휴대전화를 생활화하는, 현대의 새로운 인간형'이라고 정의하고 있다.
그는 휴대전화의 대중화로 사람들은 즉각적으로 원하는 자와 의사소통을 할 수 있게 되었고 사적 영역과 공적 영역의 경계가 무너지게 되었으며, 반대급부로 충동적인 반응이 늘어나게 되었다고 서술한다. 고독을 피하기 위해 만들어진 원래 목적과는 달리, 휴대전화가 인간을 더욱 고독한 존재로 만들고 있다고 말하고 있다.

## 구성
- 책을 내며
- 서론
- 1부: 모바일 미디어의 사회, 문화적 파장
- 2부: 새로운 언어 풍경과 정신의 변형
- 3부: 시간과 공간의 새로운 축조
- 결론
- 참고 문헌

## 참고 문헌
- 휴대전화가 소통의 만능인가? 중앙일보. 이은주 기자, 2008년 5월 3일 입력, 2009년 5월 18일 확인.